# Grijanje
Grijanje je postupak održavanja određene temperature u stambenim i radnim prostorijama iskorištavanjem topline izgaranja čvrstoga, tekućeg ili plinovitoga goriva, pretvaranjem električne energije u toplinu ili iskorištavanjem prirodnih izvora topline. Zadatak je uređaja za grijanje da osigura ljudima u radnim i stambenim prostorijama ugodan rad i boravak. U hladnim se godišnjim razdobljima ugrijavanjem okolišnoga zraka regulira odavanje topline čovječjega tijela tako da se postigne ravnoteža između topline tijela i okoline kako bi se čovjek osjećao toplinski i fiziološki lagodno, to jest kako bi se nalazio u pogodnom fiziološkom okruženju. Činitelji koji utječu na lagodnost, osim načina odijevanja, još su i temperatura zraka, srednja temperatura zidova te gibanje, vlažnost i čistoća zraka. Grijanjem se može utjecati samo na temperaturu zraka i srednju temperaturu zidova. Utjecaj obaju tih činitelja označuje se skupno kao osjetna temperatura. Utjecaji ostalih činitelja mogu se ostvariti samo s pomoću uređaja za klimatizaciju zraka kao usavršenog tehničkog sredstva za postizavanje ugodne klime u prostorijama. Uređaji za grijanje pojedinačnih prostorija su peći i grijalice (grijalice su redovito prenosive, a peći neprenosive ili ugrađene), na primjer infracrvena grijalica ili infragrijalica, kalorifer i slično, a više prostorija ili više zgrada grije se sustavom centralnoga grijanja.

## Povijest
Najstariji oblik grijanja drvima jest otvoreno ložište, smješteno na prikladnoj podlozi u sredini prostorije s otvorom u stropu. Tu se toplina prenaša pretežno toplinskim zračenjem od plamena i žara. Nedostatak je tog loženja zadimljenost cijele prostorije. Taj način zagrijavanja prostorija usavršava se prelaženjem na grijanje pomoću drvenog ugljena smještenog u posebne metalne zdjele. Drveni ugljen, koji se izvan prostorije užario, naslaže se u tankom sloju na zdjele (pladnjeve), gdje izgara polako pri neznatnom dovodu zraka s niskom temperaturom izgaranja. Već su stari Grci upotrebljavali grijanje drvenim ugljenom, koje se proširilo u šumovitim krajevima u većini južnih naroda sve do Azije. Te zdjele za grijanje imaju različite nazive, tako na primjer u Španjolskoj brazero, u Italiji scaldino, u srednjoj Aziji mangal. 
Nedostatak grijanja s otvorenim ložištem ublažio se najprije smještajem ložišta pored zida, te njegovim obzidavanjem u obliku kamina i zidanjem dimnjaka za odvod dima. Tokom vremena taj se način grijanja sve više usavršava gradnjom posebnih zidanih peći s kamenim, odnosno keramičkim pločicama, koje su još i danas u upotrebi (kaljeva peć). Već u 17. stoljeću upotrebljavaju se za grijanje prostorije željezne peći ložene ugljenom. Peći se stalno dalje razvijaju i usavršavaju korisnijim oblikovanjem, boljim odavanjem topline i regulacijom temperature. 
Znatne prednosti pružaju usavršene peći za loženje uljem (uljna peć) i plinom (plinska peć), te se njihova upotreba u novije vrijeme veoma proširila.

### Centralno grijanje
Kao prvo centralno grijanje može se smatrati hipokaust, antički uređaj za grijanje. Ispod prostorija, koje su se trebale grijati, bio je posebni podrum, takozvani hipokaust sa stupovima (lat. pilae) visokim 740 mm od opeke ili glinenih cijevi. Na stupovima su bile postavljene ploče od opeke koje su nosile od 150 do 200 mm debeli strop. Ložište je bilo postavljeno pored zgrade. Gorivo je bilo drvo ili drveni ugljen. Vrući dimni plinovi strujali su između stupova hipokausta i odvodili se kroz otvore u zidovima. Kad su stupovi, a djelomično i strop bili dovoljno zagrijani, obustavilo se loženje, zatvarali su se otvori za odvod dima, a otvarali otvori u podu ili u zidovima prostorije. Tada se dovodio u prostoriju svježi vanjski zrak, koji se zagrijao pri prolazu pored usijanih stupova hipokausta.  

### Grijanje parom
Grijanje parom potječe iz Engleske (1745.). Prvo se upotrebljavala odušna vodena para s tlakom oko 2 bara. Grijači su bili u obliku cijevnih okvira ili rebrastih cijevi. Kasnije se posebno proizvodila niskotlačna para od 1,1 do 1,3 bara u posebnim kotlovima od lijevanog željeza (1870.), a grijači su sastavljeni od članaka iz lijevanog željeza, takozvani radijatori. 

### Grijanje toplom vodom
Grijanje toplom vodom izumio je Francuz Bonnemain već 1777., ali dalji razvoj i proširenje upotrebe ovog sustava slijedi tek poslije 1850. Grijanje vrelom vodom iznad 100 °C izumio je Englez Loftus Perkins. To je bio zatvoreni cijevni sustav posebne izvedbe za visoki tlak do 200 bara. Upotrebljavao se uglavnom u industriji. U novije vrijeme upotrebljava se tlačna vrela voda za daljinsko grijanje gradskih četvrti s temperaturama vode najviše oko 150 do 180 °C i s tlakovima oko 10 bara.

### Električne peći
Prve pokusne električne peći pojavile su se s prvim primjenama električne struje. Grijači otpornik prvi je patentirao Amerikanac G. B. Simson 1861., ali tek izum dinama osigurao je dovoljno električne energije za električne peći. Svojom su konstrukcijom električne peći krajem 19. stoljeća bile jako slične današnjim žarnim pećima. U početku se za izradu grijača upotrebljavala željezna žica, a tek kasnije su željezo zamijenile različite otpornije legure, na primjer krom-nikal. Radna temperatura prvih peći bila je prilično niska, oko 200 °C. Među prve objekte koji su se grijali potpuno električki idu električni vlakovi. Do Drugog svjetskog rata smatralo se da je električno grijanje prostorija prikladno samo kao dodatno, iako je već dvadesetih godina 20. stoljeća, kad se elektrifikacija raširila, bilo pokušaja s termoakumulacijskim pećima, pa čak i s električnim otpornim, lučnim i induktivnim grijanjem vode centralnog grijanja koristeći jeftiniju noćnu tarifu električne energije. Tek poslije Drugog svjetskog rata počelo se ponegdje upotrebljavati električno grijanje kao glavno i jedino. 

## Sustavi grijanja
Sustavi grijanja se mogu podijeliti na nekoliko načina:
- prema gorivu (energentu),
- prema načinu zagrijavanja,
- prema izvedbi ogrjevnih tijela.

Podjela sustava grijanja prema energentu se zasniva na izvoru energije koji se koristi za pretvorbu u toplinu, pa oni mogu biti:
- plinski
- električni
- solarni
- na loživo ulje
- na kruta goriva i tako dalje.

Podjela prema načinu zagrijavanja u obzir uzima položaj izvora topline u odnosu na prostoriju koju je potrebno zagrijavati:
- lokalni
- centralni

### Lokalno grijanje
Toplina se kod lokalnog grijanja proizvodi u posebnim ložištima odvojeno za svaku prostoriju. Razlikuju se: kamini, peći s velikom akumulacijom topline,  peći s malom akumulacijom topline te peći za loženje uljem, plinom ili električnom strujom.

#### Kamini
Kamini su najstarije peći za grijanje s otvorenim ložištem. Zagrijavanje prostorije nastaje pretežno zračenjem topline. Stupanj iskoristivosti ovog grijanja jest svega od 10 do 15%, jer se najveći dio topline odvodi s dimnim plinovima kroz dimnjak. Grijanjem kaminom postizava se dobro provjetravanje, ali nedovoljno zagrijavanje prostorije. Kamini se danas rijetko upotrebljavaju, i to samo kao dodatno grijanje, a ponekad radi ukrasa (dekoracije).

#### Peći s velikom akumulacijom topline ili kaljeve peći
Kaljeve peći se grade od posebnih keramičkih pločica i šamotnih opeka (odnosno ploča) u oblicima koji su prilagođeni različitim uvjetima i zahtjevima. Značajka je ovih peći da su stvaranje topline i odavanje topline vremenski pomaknuti. Dnevno se jedanput ili dva puta naloži ložište gorivom, koje će razmjerno u kratkom vremenu izgorjeti. Pri tome će se oslobođena toplina izgaranja upija (akumulirati) u zidovima peći. S povišenjem površinske temperature peći počinje postepeno odavanje topline zraku prostorije. Trajanja odavanja topline ovisi o debljini akumulacijske mase i veličini vanjske površine peći. Zbog velike mase koja sudjeluje pri izmjeni topline nije moguće s ovim pećima brzo ugrijati prostoriju, a niti su podesne za brzu regulaciju odavanja topline.

#### Peći s malom akumulacijom topline
Željezna peć je peć s plaštem od lijevanog željeza ili čeličnog lima koja je s unutarnje strane obložena šamotom kako bi se zaštitila od prekomjernog zagrijavanja. Regulacija emisije topline u željeznim pećima postiže se reguliranjem dovoda zraka u ložište, čime se pospješuje ili usporava izgaranje goriva. Željezne su peći prikladne kako za kratkotrajni tako i za trajni pogon. Željezne se peći stalno usavršavaju. Nova nastojanja teže za što višim iskorištenjem topline dimnih plinova, i to različitim načinom njihovog vođenja.

#### Peći za loženje plinom
Plinska peć ima prednosti grijanja prostorija plinom, prema grijanju s čvrstim gorivima, a one su sljedeće: posluživanje je jednostavno, brzo ugrijavanje i čisti pogon, otpada doprema goriva i odstranjivanje pepela, regulacija temperature može biti automatska prema vanjskoj temperaturi, te mogućnost točnog određivanja potroška plina pomoću plinomjera. Nedostaci su takvog grijanja: visoki pogonski troškovi, opasnost trovanja kad su naprave neispravne i ponekad poteškoće pri gradnji odvodnih kanala za plinove izgaranja.

#### Peći na loživo ulje
Uljna peć se loži lakim loživim uljem (mazut). Iz spremnika (rezervoara) teče ulje slobodnim padom do nivo-posude s plovkom, gdje se održava stalna (konstantna) razina ulja. Odatle ulje struji kroz regulacijski ventil u komoru za izgaranje. Nakon paljenja, zbog djelovanja topline plamena, ulje ispari, miješa se sa zrakom, koji se dovodi kroz otvore u posudu gorionika, te izgara. Nastali plinovi izgaranja prolaze kroz komoru gorionika oko izmjenjivača topline ili izravno uz vanjski plašt peći u odvodni vod plina i u dimnjak. Ugrijane površine predaju toplinu zraku prostorije pretežno konvekcijom (strujanjem), a samo djelomice toplinskim zračenjem.

#### Električni uređaji za grijanje
Električna peć ili električna grijalica je uređaj i industrijsko elektrotoplinsko postrojenje u kojem se električna energija pretvara u toplinsku energiju, a toplina se iskorištava za dobivanje metala, njihovu toplinsku i termokemijsku obradu te općenito za pečenje, zagrijavanje ili sušenje, i to u industriji, ugostiteljstvu i kućanstvu. 

#### Klimatizacijski uređaji
U ovim uređajima električna energija se također upotrebljava za grijanje s pomoću otporskih grijača i za pogon kompresora rashladnog stroja.

## Centralno grijanje
Centralno grijanje je vrsta grijanja kojemu je svojstveno da se toplina proizvodi centralno u zajedničkom uređaju ili postrojenju (kotlovnici) te pomoću nekog prijenosnika topline (topla voda, para ili zrak) dovodi u pojedine prostorije, a kod daljinskoga grijanja i skupine zgrada ili cijelih gradskih blokova. Toplom vodom griju se stambene zgrade. Kod klasičnoga centralnoga grijanja voda se zagrije na 80 do 90 °C u kotlu, koji je zajedno s pripadajućim uređajima obično smješten u kotlovnici, te se odvodi cijevima do radijatora u stambenim prostorijama. Kruženje ili cirkulacija tople vode od kotla do ugrijanih tijela i natrag u kotao može biti prirodna (zbog razlike gustoće toplije i hladnije vode) ili prisilna s pomoću crpke (pumpe).
Prednosti centralnog grijanja jesu:
- isplatljivije izgaranje goriva u većim kotlovima,
- mogućnost podešavanja (regulacije) izgaranja automatskim upravljačem prema vanjskoj temperaturi,
- otpada prijenos goriva i pepela, te dnevno potpaljivanje vatre u pojedinim prostorijama,
- posluživanje je jednostavno: grijala zauzimaju malo mjesta, a mogu se smjestiti ispod prozora, to jest ispred površine hlađenja,
- mogućnost grijanja sporednih prostorija, stubišta i slično,
- održavanje stalne (konstantne) temperature u prostorijama pomoću automatske regulacije odavanja topline grijala prema vanjskoj temperaturi.

### Toplovodno grijanje
Toplovodno grijanje ili grijanje toplom vodom je način grijanja s pomoću vruće vode koja kruži (cirkulira) toplovodnim sustavom. Takvo je na primjer centralno grijanje u kućama, ali i grijanje zgrada u sustavu toplana (daljinsko grijanje). U kotlu ugrijana voda provodi se kroz cjevovod razvodne mreže do grijala (radijatora), gdje se ohladi predajom topline konvekcijom (toplinsko strujanje) zraku, a toplinskim zračenjem okolnim zidovima i drugim površinama u prostoriji. Ohlađena se voda odvodi kroz sabirni cjevovod natrag u kotao, te ponovno započinje isti kružni tok. 
Prema sili koja djeluje na optok vode razlikuje se toplovodno grijanje gravitacijom i prisilnom cirkulacijom s crpkama (pumpama). S obzirom na atmosferu postoji otvoreno i zatvoreno toplovodno grijanje, a prema izvedbi jednocijevni i dvocijevni sustavi s gornjom, odnosno donjom razvodnom mrežom.

### Parno grijanje
Parno grijanje koristi vodenu paru proizvedenu u parnom kotlu koja se dovodi se u grijalice (radijatore) gdje se hladi i kondenzira, pri čemu se oslobađa i toplina isparavanja, a kondenzat se ponovno vraća kotlu. Upotrebom pare kao prijenosnika topline mogu se razmjerno velike količine topline s malom masom nositelja (u usporedbi s toplom vodom) prenositi cjevovodom na veće udaljenosti, parom se brže zagrijavaju prostorije i takvo grijanje zahtijeva manje početne (investicijske) troškove. Nedostatci su takva grijanja: otežana centralna regulacija, a zbog toga česta pregrijavanja prostorija i veći potrošak topline; nema akumulacije topline u grijalicama; veća opasnost od korozije u vodovima kondenzata; visoka površinska temperatura grijalica koja ovisi o tlaku pare. Parno grijanje se uglavnom koristi za daljinsko grijanje.

### Daljinsko grijanje
Daljinsko grijanje ostvaruje se u postrojenju koje se sastoji od: centralne kotlovnice s kotlovima, skladištem goriva, crpkama (sisaljkama ili pumpama), ekspanzijskim posudama pod tlakom, uređajima za mjerenje, pripremu vode i s ostalim uređajima, cjevovodne mreže ili cjevovoda za dovođenje topline (s pomoću tople vode, vrele vode ili vodene pare) do pojedinih objekata, predajnih postaja, u kojima se dovedena toplina iz cjevovodne mreže predaje kućnom uređaju za grijanje.
Vodena para za daljinsko grijanje može se proizvoditi i u toplani. To je postrojenje u kojem se istodobno proizvodi para potrebna za daljinsko grijanje i električna energija. Za grijanje se upotrebljava para koja je djelomice ekspandirala u parnoj turbini, pa se tako postiže znatno povoljniji stupanj iskoristivosti. Mana je toplane što proizvodnja električne energije ovisi o pari potrebnoj za grijanje i tehnološke procese, pa su takva postrojenja to isplatljivija (ekonomičnija) što je potrošnja pare ravnomjernija tijekom dana i godine. Računa se, naime, da svu tako proizvedenu električnu energiju može preuzeti elektroenergetski sustav. Danas se nastoji potrebna para proizvesti u toplanama radi smanjenja potroška goriva, ali to je opravdano kada je potrošnja pare koncentrirana na manjem području (veći gradovi, veće industrije). 
Razlikuju se niskotlačno i visokotlačno daljinsko grijanje. Niskotlačno daljinsko grijanje može opskrbiti toplinom područje do 1 km2. Tu se kao prijenosnik topline obično upotrebljava vodena para pod tlakom do 200 kPa (parno grijanje), ili topla voda temperature do 110 °C (toplovodno grijanje). Veličina je područja visokotlačnoga daljinskoga grijanja do 74 km2. Kao prijenosnik topline uzima se para pod tlakom do 1 MPa ili tlačna vrela voda temperature od 110 do 180 °C.
Prednosti su daljinskoga grijanja: nema prijevoza (transporta) goriva i pepela u pojedinim zgradama, isplatljivije iskorištavanje goriva u središnjoj kotlovnici, mogućnost uporabe jeftinijih goriva, velika pogonska sigurnost i manje onečišćenje okoliša plinovima izgaranja.

## Osnovni energenti u sustavima grijanja

### Plinska goriva
To su plinovi i plinske smjese čijim izgaranjem nastaje toplina. Kao energenti se koriste u sustavima grijanja i pripreme potrošne tople vode, proizvodnji električne i toplinske energije i tako dalje. Plinska se goriva mogu podijeliti prema izvoru, odnosno načinu ili procesu dobivanja te prema značajkama izgaranja:
- prirodna - dobivaju se izravno iz zemlje (na primjer prirodni plin)
- umjetna - dobivaju se preradom nafte, ugljena ili u raznim tehnološkim ili sličnim procesima

### Loživa ulja
Radi se o tekućem gorivu koje se dobiva frakcijskom destilacijom sirove nafte, a koristi se u malim i velikim energetskim postrojenjima. Sastoje se najvećim dijelom od ugljika, a ostatak čine vodik, kisik i dušik. Sustavi za opskrbu ložišta izvora topline loživim uljem mogu biti izvedeni na tri osnovna načina:
- jednocijevni
- dvocijevni
- prstenasti

### Kruta goriva
Ugljen je kruto fosilno gorivo koje je ranije bilo vrlo često, a danas je njegova primjena u sustavima grijanja uglavnom napuštena te se kao energent najviše koristi u velikim energetskim postrojenjima i u industriji. Najvećim dijelom se sastoji od ugljika, vodika, kisika, a ostatak otpada na sumpor, dušik, vodu, pepeo i razne druge primjese. S obzirom na porijeklo, način dobivanja te sastav postoji nekoliko vrsta ugljena:
- kameni ugljen
- mrki ugljen
- lignit
- briketi
- ugljena prašina
- koks
- drveni ugljen

#### Biomasa
Biomasa je kruto gorivo biološkog porijekla, odnosno obnovljivi izvor energije, a može biti u raznim oblicima. Dijeli se na:
- drvnu biomasu ili ogrjevno drvo,
- drvnu uzgojenu biomasu,
- nedrvnu uzgojenu biomasu,
- ostatke i otpatke iz poljoprivrede,
- životinjski otpad i ostatke.

Za primjenu u sustavima grijanja se koristi ogrjevno drvo ili razni proizvodi koji se dobivaju obradom drveta i drvnih otpadaka kao što su piljevina, briketi od biomase, peleti i slično.

### Sunčev toplovodni sustav
Sunčev toplovodni sustav koristi sunčevu energiju, kao obnovljivi izvor energije, za zagrijavanje potrošne tople vode, toplovodno i toplozračno grijanje prostora, hlađenje prostora, zagrijavanje plivačkih bazena, zagrijavanje vodene pare radi proizvodnje električne energije i drugo. Sunčev toplovodni sustav s prisilnim kruženjem vode se sastoji uglavnom od sunčevih toplovodnih kolektora, sunčevog spremnika topline, pomoćnog grijača, toplovodnih cijevi, te pumpe i regulacijskog sklopa koji njome upravlja. Postoje i takve konstrukcije toplovodnih sustava, koje omogućuju rad sustava bez pumpe i regulacijskog sklopa, a naziva se termosifon ili sunčev toplovodni sustav s prirodnim kruženjem vode.

## Poveznice
- Klimatizacija
- Hlađenje

## Vanjske poveznice
- Grijanje Hrvatska tehnička enciklopedija, portal hrvatske tehničke baštine. LZMK